# Torre de Can Valls de la Muntanyeta
La Torre de Can Valls de la Muntanyeta és un edifici del municipi de Castelldefels (Baix Llobregat). És una torre documentada el 1560 i declarada bé cultural d'interès nacional.

## Descripció
És una torre de defensa no gaire lluny del recinte del castell. És de planta quadrada i conserva una petita finestra. Al cantó nord es conserva dues portes d'accés, una a la planta baixa, allindanada, que donava accés a la zona d'emmagatzematge, i una altra al primer pis d'arc de mig punt adovellat, que donava accés a les estances principals mitjançant un pont llevadís que no es conserva. Per sobre d'aquestes portes es poden veure les mènsules que aguantaven un matacà que no s'ha conservat. Ha perdut els elements que la coronaven. La seva fàbrica és de maçoneria, amb ús de carreus de pedra rogenca per a les quatre arestes.